# 迈兹鲁瓦
迈兹鲁瓦（法語：Maizeroy，法語發音：[mɛzʁwa]；洛林语：Mach’reu）是法国摩泽尔省的一个市镇，属于梅斯区。

## 地理
迈兹鲁瓦（49°5'5"N, 6°23'27"E）面积8.73 平方千米，位于法国大東部大區摩泽尔省，该省份为法国东北部内陆省份，是洛林的一部分，西南接默尔特-摩泽尔省，东临下莱茵省，北与卢森堡和德国接壤。
与迈兹鲁瓦接壤的市镇（或旧市镇、城区）包括：巴宗库尔、库尔塞勒绍西、庞日、尼德河畔桑里、塞尔维尼莱拉维尔、瓦里兹-沃东库尔。
迈兹鲁瓦的时区为UTC+01:00、UTC+02:00（夏令时）。

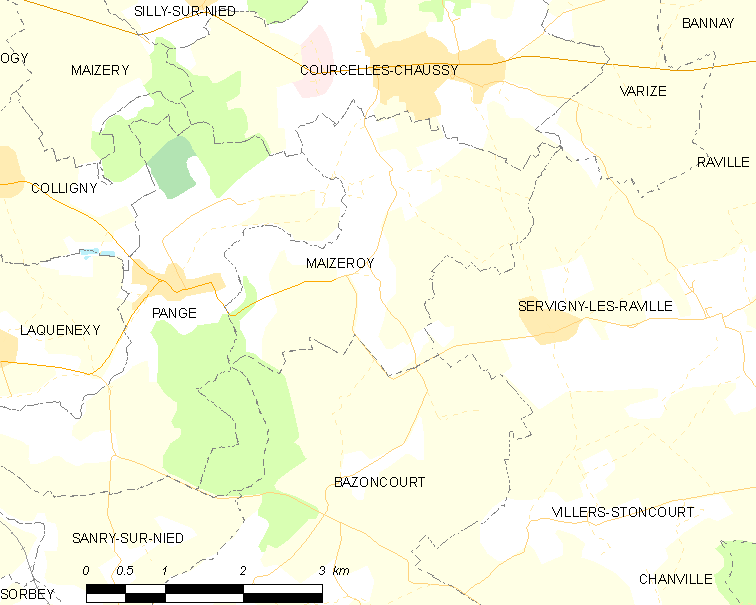
迈兹鲁瓦的OSM定位图

## 行政
迈兹鲁瓦的邮政编码为57530，INSEE市镇编码为57431。

## 政治
迈兹鲁瓦所属的省级选区为梅斯地区县。

## 人口

1962-2008年间迈兹鲁瓦人口变化图示

迈兹鲁瓦于2022年1月1日时的人口数量为419人。